# Philistina inermis
Philistina inermis är en skalbaggsart som beskrevs av Oliver Erichson Janson 1903. Philistina inermis ingår i släktet Philistina och familjen Cetoniidae. Inga underarter finns listade i Catalogue of Life.